# Biatló als Jocs Olímpics d'hivern de 2006 - 12,5 quilòmetres persecució masculins
Als Jocs Olímpics d'Hivern de 2006 celebrats a la ciutat de Torí (Itàlia) es disputà una prova de biatló masculina sobre una distància de 12,5 quilòmetres en format de persecució que, unida a la resta de proves, configurà el programa oficial dels Jocs. Els biatletes havien de fer cinc voltes en un circuit de 2,5 quilòmetres disparant vint vegades, deu drets i deu més estirats. Cada error en els tirs comportà una penalització de 150 metres d'esquí de fons.
La prova es disputà el dia 18 de febrer de 2006 a les instal·lacions esportives de Cesana San Sicario. Hi participaren un total de 60 biatletes de 23 comitès nacionals diferents. Foren desqualificats dos biatletes austríacs per haver violat les normes antidopatge establertes pel Comitè Olímpic Internacional (COI): Wolfgang Rottmann que finalitzà vint-i-unè i Wolfgang Perner que finalitzà vint-i-cinquè.

## Resum de medalles
| Or               | Argent               | Bronze       |
| Vincent Defrasne | Ole Einar Bjørndalen | Sven Fischer |

## Resultats
| Posició | Nom                     | CON             | Temps                 | Penalització          | Diferència            |
| ------- | ----------------------- | --------------- | --------------------- | --------------------- | --------------------- |
| 1       | Vincent Defrasne        | França          | +0:43                 | 2                     | 35:20.2               |
| 2       | Ole Einar Bjørndalen    | Noruega         | +1:14                 | 3                     | +0:02.7               |
| 3       | Sven Fischer            | Alemanya        | +0:00                 | 4                     | +0:15.6               |
| 4       | Ilmars Bricis           | Letònia         | +1:15                 | 1                     | +0:26.7               |
| 5       | Halvard Hanevold        | Noruega         | +0:08                 | 3                     | +0:37.5               |
| 6       | Frode Andresen          | Noruega         | +0:20                 | 5                     | +0:56.7               |
| 7       | Christoph Sumann        | Àustria         | +1:31                 | 2                     | +1:19.5               |
| 8       | Michael Greis           | Alemanya        | +2:11                 | 1                     | +1:19.7               |
| 9       | Maxim Tchoudov          | Rússia          | +1:09                 | 4                     | +1:21.2               |
| 10      | Julien Robert           | França          | +1:43                 | 0                     | +1:55.7               |
| 11      | Nikolay Kruglov, Jr.    | Rússia          | +1:54                 | 0                     | +1:58.7               |
| 12      | Ricco Gross             | Alemanya        | +1:04                 | 2                     | +2:03.3               |
| 13      | Rene Laurent Vuillermoz | Itàlia          | +2:35                 | 2                     | +2:07.1               |
| 14      | Christian De Lorenzi    | Itàlia          | +2:03                 | 2                     | +2:08.3               |
| 15      | Ivan Tcherezov          | Rússia          | +0:57                 | 3                     | +2:09.5               |
| 16      | Zdenek Vitek            | Txèquia         | +1:13                 | 4                     | +2:10.0               |
| 17      | Wilfried Pallhuber      | Itàlia          | +1:54                 | 2                     | +2:10.1               |
| 18      | Tomasz Sikora           | Polònia         | +1:43                 | 4                     | +2:11.4               |
| 19      | Alexander Wolf          | Alemanya        | +1:23                 | 4                     | +2:15.2               |
| 20      | Mattias Nilsson         | Suècia          | +1:07                 | 3                     | +2:27.2               |
| 21      | Stian Eckhoff           | França          | +1:36                 | 4                     | +2:40.0               |
| 22      | Paavo Puurunen          | Finlàndia       | +2:46                 | 1                     | +2:41.0               |
| 23      | Matthias Simmen         | Suïssa          | +2:45                 | 1                     | +2:48.6               |
| 24      | Pavol Hurajt            | Eslovàquia      | +2:06                 | 2                     | +3:00.4               |
| 25      | Björn Ferry             | Suècia          | +1:20                 | 4                     | +3:04.2               |
| 26      | Rustam Valiullin        | Belarús         | +1:57                 | 5                     | +3:12.5               |
| 27      | Oleg Ryzhenkov          | Belarús         | +2:04                 | 5                     | +3:17.6               |
| 28      | Wieslaw Ziemianin       | Polònia         | +1:59                 | 1                     | +3:22.1               |
| 29      | Roman Dostal            | Txèquia         | +2:39                 | 4                     | +3:27.8               |
| 30      | Sergei Novikov          | Belarús         | +2:07                 | 4                     | +3:29.4               |
| 31      | Andriy Deryzemlya       | Ucraïna         | +2:04                 | 4                     | +3:34.1               |
| 32      | Michal Šlesingr         | Txèquia         | +3:11                 | 1                     | +3:43.5               |
| 33      | Vitaliy Rudenchyk       | Bulgària        | +1:48                 | 4                     | +3:44.5               |
| 34      | Zhang Chengye           | R.P. de la Xina | +1:39                 | 7                     | +3:44.5               |
| 35      | Hidenori Isa            | Japó            | +2:26                 | 4                     | +3:51.0               |
| 36      | Tim Burke               | Estats Units    | +2:16                 | 4                     | +3:57.4               |
| 37      | Janez Maric             | Eslovènia       | +2:17                 | 4                     | +4:22.2               |
| 38      | David Ekholm            | Suècia          | +2:22                 | 3                     | +4:23.6               |
| 39      | Ondrej Moravec          | Txèquia         | +2:09                 | 4                     | +4:32.1               |
| 40      | Ferreol Cannard         | França          | +2:08                 | 5                     | +4:47.5               |
| 41      | Ruslan Lysenko          | Ucraïna         | +2:45                 | 3                     | +4:56.2               |
| 42      | Jānis Bērziņš           | Letònia         | +2:58                 | 1                     | +5:02.6               |
| 43      | Indrek Tobreluts        | Estònia         | +2:36                 | 4                     | +5:05.6               |
| 44      | Robin Clegg             | Canadà          | +3:01                 | 4                     | +5:10.1               |
| 45      | Ludwig Gredler          | Àustria         | +3:06                 | 6                     | +5:37.3               |
| 46      | Raivis Zimelis          | Letònia         | +3:00                 | 5                     | +5:37.8               |
| 47      | David Leoni             | Canadà          | +2:39                 | 5                     | +5:47.2               |
| 48      | Lowell Bailey           | Estats Units    | +2:50                 | 6                     | +6:11.1               |
| 49      | Miroslav Matiasko       | Eslovàquia      | +3:01                 | 6                     | +6:12.3               |
| 50      | Tatsumi Kasahara        | Japó            | +2:55                 | 6                     | +6:21.8               |
| 51      | Roland Lessing          | Estònia         | +3:19                 | 4                     | +6:33.2               |
| 52      | Matej Kazar             | Eslovàquia      | +3:18                 | 7                     | +7:26.4               |
| 53      | Alexsandr Chervyhkov    | Kazakhstan      | +3:16                 | 6                     | +8:08.2               |
| 54      | Kristaps Libietis       | Letònia         | +3:10                 | 6                     | +8:31.0               |
| -       | Sergei Tchepikov        | Rússia          | no prengué la sortida | no prengué la sortida | no prengué la sortida |
| -       | Olexander Bilanenko     | Ucraïna         | no prengué la sortida | no prengué la sortida | no prengué la sortida |
| -       | Carl Johan Bergman      | Suècia          | no prengué la sortida | no prengué la sortida | no prengué la sortida |
| -       | Raphael Poiree          | França          | no finalitzà la prova | no finalitzà la prova | no finalitzà la prova |
| -       | Wolfgang Perner         | Àustria         | desqualificat         | desqualificat         | desqualificat         |
| -       | Wolfgang Rottman        | Àustria         | desqualificat         | desqualificat         | desqualificat         |